# Británie (provincie)
Británie (latinsky Britannia) byla římská provincie, která se rozkládala na většině ostrova Velká Británie (kromě severní Kaledonie) a která se mezi léty 43 až 410 nacházela pod kontrolou římské říše. Název pochází od jejích keltských obyvatel Britonů. Již před římskou invazí udržovalo keltské obyvatelstvo Británie v době železné kulturní a hospodářské styky s kontinentální Evropou. Nicméně teprve Římané zavedli na ostrově nové zemědělské, urbanizační, výrobní a architektonické postupy, čímž výrazně přispěli k rozvoji místní civilizace a částečné romanizaci – vzniku britsko-římské kultury.
Historické prameny vztahující se k římské přítomnosti v Británii jsou poměrně vzácné, ačkoli mnozí římští dějepisci se ve svých pracích alespoň okrajově zmiňovali o poměrech na ostrově. Většina našich dnešních poznatků o římské etapě dějin Británie proto pochází z archeologických nálezů a především z epigrafických materiálů.

## Historie

### První kontakty

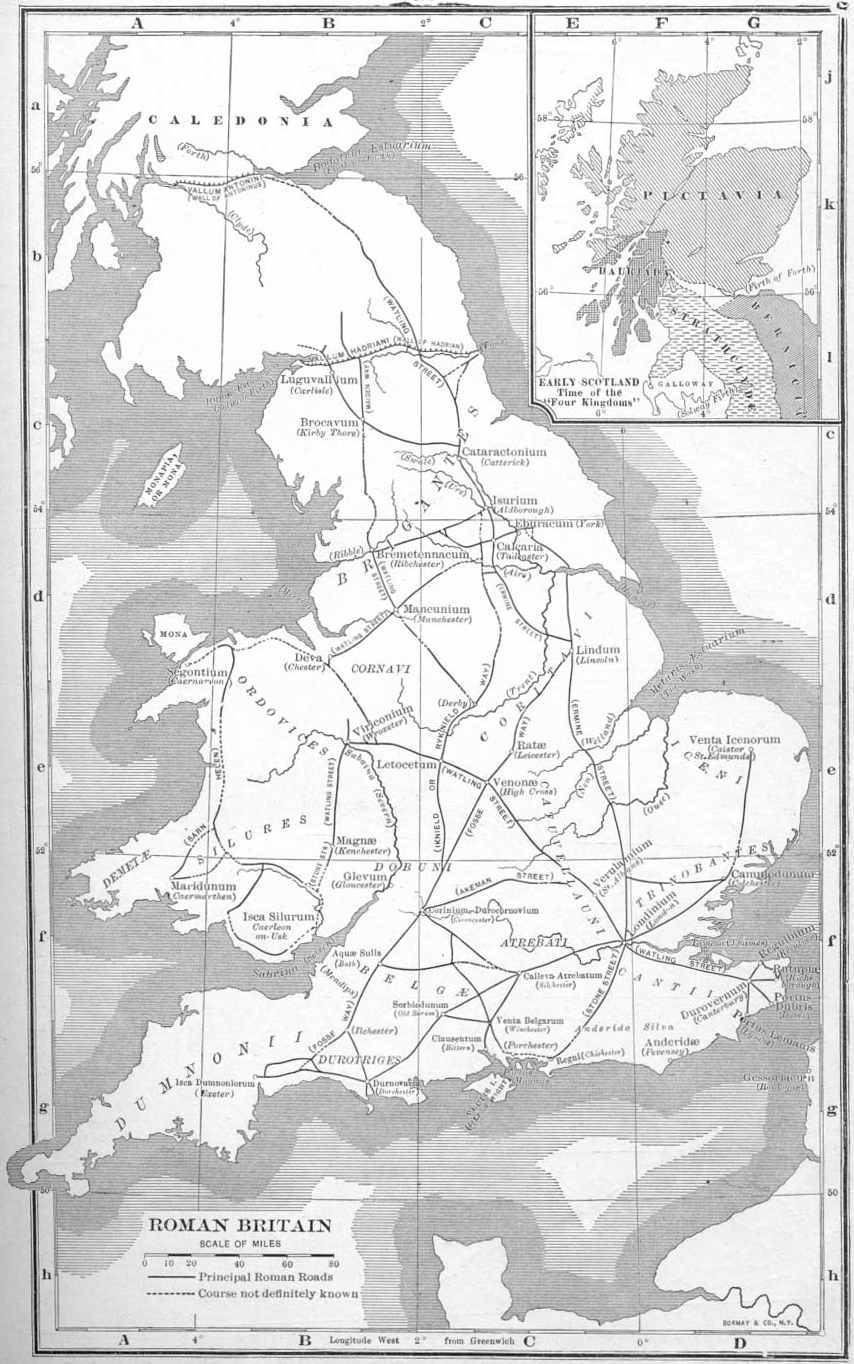
Keltské kmeny v Británii

Británie nebyla pro středomořské národy zcela neznámou zemí. Už ve 4. století př. n. l. obchodovali Řekové a Kartáginci s britským cínem. Řekové ji tudíž nazývali Cassiterides neboli „cínový ostrov“ a popisovali ji jako zemi ležící někde poblíž západního pobřeží Evropy. Kartaginský mořeplavec Himilko prý přistál na ostrově v 5. století př. n. l. a řecký průzkumník Pýtheás připlul ve 4. století př. n. l. Přesto bylo toto místo vnímáno jako velice záhadné a někteří spisovatelé dokonce odmítali uvěřit v jeho existenci.
První přímý kontakt s Británií navázali Římané v letech 55 a 54 př. n. l., kdy vojevůdce Julius Caesar během svých tažení v Galii podnikl dvě výpravy na ostrov, neboť se domníval, že Britonové podporují galský odboj proti římské nadvládě. Při první expedici, která svým rozsahem odpovídala spíše průzkumu než skutečné invazi, se Římané vylodili v Kentu. Kvůli bouři, jež poničila jejich loďstvo, a pro malý počet jízdy však nebyli schopni proniknout dále do vnitrozemí. Z vojenského hlediska skončila toto tažení neúspěšně, římský senát přesto vyhlásil dvacetidenní veřejné slavnosti v Římě na počest tohoto nevídaného činu. Svoji druhou výpravu uskutečnil Caesar s podstatně většími silami, díky čemuž přiměl některé domorodé kmeny k placení tributu a odevzdání rukojmích výměnou za mír. Do čela kmene Trinovantů (Trinovantes) byl dosazen náčelník Mandubracius, zatímco jeho soupeř Cassivellaunus byl přinucen ke složení zbraní. Zda byl tribut po Caesarově návratu do Galie opravdu placen, zůstává předmětem sporu mezi historiky.
Caesarovy výboje v Británii nepřinesly Římanům žádná nová území, vedly však k nastolení několika klientských vládců a vtáhly tak Británii do sféry římských zájmů. Augustus opakovaně plánoval invazi na ostrov v letech 34, 27 a 25 př. n. l., okolnosti ale nebyly nikdy příznivé, pročež se vztahy mezi Británií a Římem omezily na vzájemný obchod. Zeměpisec Strabón, jenž psal své dílo ke konci Augustovy vlády, tvrdil, že cla uvalená na obchod s Británií přinášela vyšší roční výnosy, než mohlo zajistit případné vojenské podrobení ostrova. Zvýšené obchodní výměně nasvědčují i archeologické nálezy prokazující rostoucí množství dovezeného luxusního zboží v jihovýchodní Británii. Strabón se zmiňuje o britanských králích, posílajících své vyslance do Říma. Augustus připomíná ve svém spise Res Gestae dva britanské náčelníky, jimž poskytl azyl. Když bylo několik Tiberiových lodí během tažení v Germánii v roce 16 n. l. zahnáno bouří k břehům Británie, místní vládci je propustili zpět do Galie. Římané patrně usilovali o zachování rovnováhy sil v jižní Británii a podporovali dvě mocná místní království: Catuvellů (Catuvellauni) a Atrebatů (Atrebates). Tuto politiku zastávali do roku 39 nebo 40, kdy Caligula přijal vypovězené členy vládnoucí dynastie Catuvellů a zdánlivě se chystal k útoku na ostrov. K jeho realizaci došlo ale až poté, kdy se u Claudia domáhal pomoci sesazený náčelník Atrebatů jménem Verica.

### Římská invaze a podrobení země
Velení nad invazními silami bylo svěřeno Aulu Plautiovi, význačnému senátorovi, jemuž Claudius přidělil vojsko o čtyřech legiích, doplněných stejně početnými pomocnými sbory. Římská armáda čítající kolem 40 000 mužů byla přepravena do Británie ve třech částech, jež se vylodily v roce 43 zřejmě na místě zvaném Rutupiae (dnešní Richborough v Kentu). Podle názoru některých badatelů však Římané přistáli v blízkosti současného Chichesteru či v Southamptonu. Vojsko Britanů vedli bratři Togodumnus a Caratacus, jejichž otcem byl dřívější náčelník Catuvellů Cunobelinus. Ti se střetli s postupujícími Římany při přechodu řeky nedaleko dnešního Rochesteru. V této bitvě u Medway byli Britonové poraženi, načež byli zatlačeni za řeku Temži. Tam se znovu střetli s Římany, jimž opět podlehli. V nastalém pronásledování byl Togodumnus zabit, zatímco Caratacus unikl, takže mohl pokračovat v odporu dále na západě země. Po tomto vítězství zastavil Plautius svůj postup a navrhl Claudiovi, aby se připojil k závěrečnému útoku. Podle Cassia Diona dorazil císař s posilami, zahrnujícími obléhací zařízení a válečné slony, s jejichž pomocí bylo posléze dobyto hlavní sídlo Catuvellů, Camulodunum (Colchester). Po jeho pádu se jedenáct kmenů na jihovýchodě Británie podrobilo Claudiovi, který se pak odebral do Říma oslavit své vítězství.

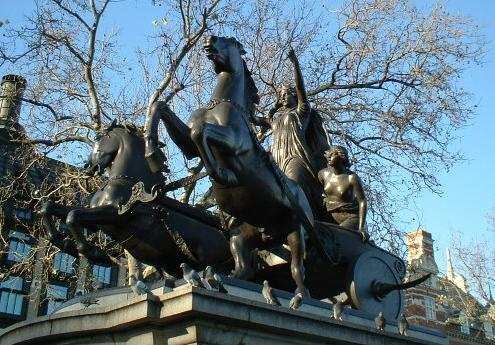
Socha Boudiccy a jejích dcer poblíž Westminster Pier v Londýně

Poté, co se Římané zmocnili jihu ostrova, obrátili svoji pozornost na území nynějšího Walesu. Zdejší kmeny Silurů (Silures) a Ordoviků (Ordovices) setrvávaly v nesmiřitelném nepřátelství vůči Římanům a po několik prvních desetiletí představovaly jejich nejzarputilejší protivníky, třebaže docházelo i k občasným revoltám římských spojenců, jako byli Brigantové (Brigantes) nebo Icenové (Iceni). Silury vedl Caratacus, který se v boji proti římskému správci Publiu Ostoriovi Scapulovi uchýlil k účinné gerilové taktice. Konečně v roce 51 přiměl Ostorius Carataca k bitvě v otevřeném poli, v níž římský vojevůdce přesvědčivě zvítězil. Vůdce Britanů hledal útočiště u Brigantů, jejichž královna Cartimandua však osvědčila svoji věrnost Římanům a Carataca jim předala. Caratacus byl poté odveden do zajetí v Římě, kde si důstojnou řečí během Claudiova triumfu vysloužil od císaře milost. Silurové ale nebyli dosud zpacifikováni a do čela odboje proti Římanům se postavil Cartimanduin bývalý manžel Venutius.
V letech 60 až 61, zatímco místodržitel Gaius Suetonius Paulinus bojoval proti druidům na ostrově Mona (Anglesey) na severu Walesu, vypukla v jihovýchodní Británii vzpoura vedená Boudiccou, vdovou po nedávno zemřelém králi Icenů Prasutagovi. Povstání bylo vyprovokováno římským záborem území kmene a krutým zacházením s královnou a jejími dcerami. Podle Prasutagovy závěti měla polovina jeho království připadnout císaři Neronovi a zbytek jeho dcerám. Římské právo ale neuznávalo ženy za dědice. Icenové společně s Trinovanty následně přepadli a zmasakrovali římské kolonisty v Camulodunu a rozdrtili legii vyslanou k vyproštění města. Suetonius Paulinus se po těchto událostech neprodleně vypravil na jih. Povstalci zatím napadli a zničili Londinium (Londýn) a Verulamium (St Albans). V těchto třech městech prý bylo pobito mezi 70 až 80 tisíci lidí. Navzdory těmto pohromám a ztrátě jedné legie Suetonius přeskupil své zbývající síly a zvolil si příhodné bojiště. V nastalé bitvě u Watling Street dosáhli Římané i přes několikanásobnou početní převahu Britanů jasného vítězství. Boudicca nedlouho potom zemřela v důsledku otravy nebo nemoci. O vážnosti povstání svědčí tvrzení historika Suetonia, podle něhož Nero zvažoval úplné stažení z Británie.
Nové nepokoje propukly v roce 69, jenž vstoupil do dějin jako „rok čtyř císařů“. Občanská válka zuřící v římské říši oslabovala pozici legátů v Británii a ti tak jen s obtížemi udržovali kontrolu nad legiemi, čehož využil Venutius. Římané již dříve bránili Cartimanduu proti jeho útokům, nyní ale musela uprchnout, čímž byla Venutiovi přenechána vláda nad severní částí země. Když konečně Vespasianus získal kontrolu nad říší, ustavil místodržiteli v Británii Quinta Petilia Ceriala a Sexta Iulia Frontina, kteří měli přivést Briganty a Silury k poslušnosti. Frontinus dobyl celý jižní Wales a zahájil těžbu místních nerostných zdrojů, především zlata.
V dalších letech postoupili Římané hlouběji na sever a rozšířili svoji vládu na většinu Británie. Gnaeus Julius Agricola, tchán historika Tacita, do roku 78 téměř vyhladil Ordoviky. V roce 84 zvítězil nad Kaledoňany v bitvě u Mons Graupius v dnešním severním Skotsku. Tímto úspěchem posunuli Římané hranice své moci v Británii dále na sever, ale ovládnout zcela všechny kmeny se jim nepodařilo. Krátce nato byl Agricola odvolán Domitianem z Británie zpět do Říma. Římané se pak stáhli z Kaledonie na dobře hájitelnou linii mezi zálivy Firth of Forth a Firth of Clyde. Po většinu doby, kdy Římané pobývali v Británii, byly na ostrově umístěny značné vojenské síly. Do funkcí místodržitelů provincie proto císařové ustavovali zkušené a zdatné vojáky. Následkem toho řada pozdějších císařů jako třeba Vespasianus, Pertinax nebo Gordianus I. sloužila v Británii v hodnostech správců nebo legátů.

### Okupace a ústup z jižního Skotska

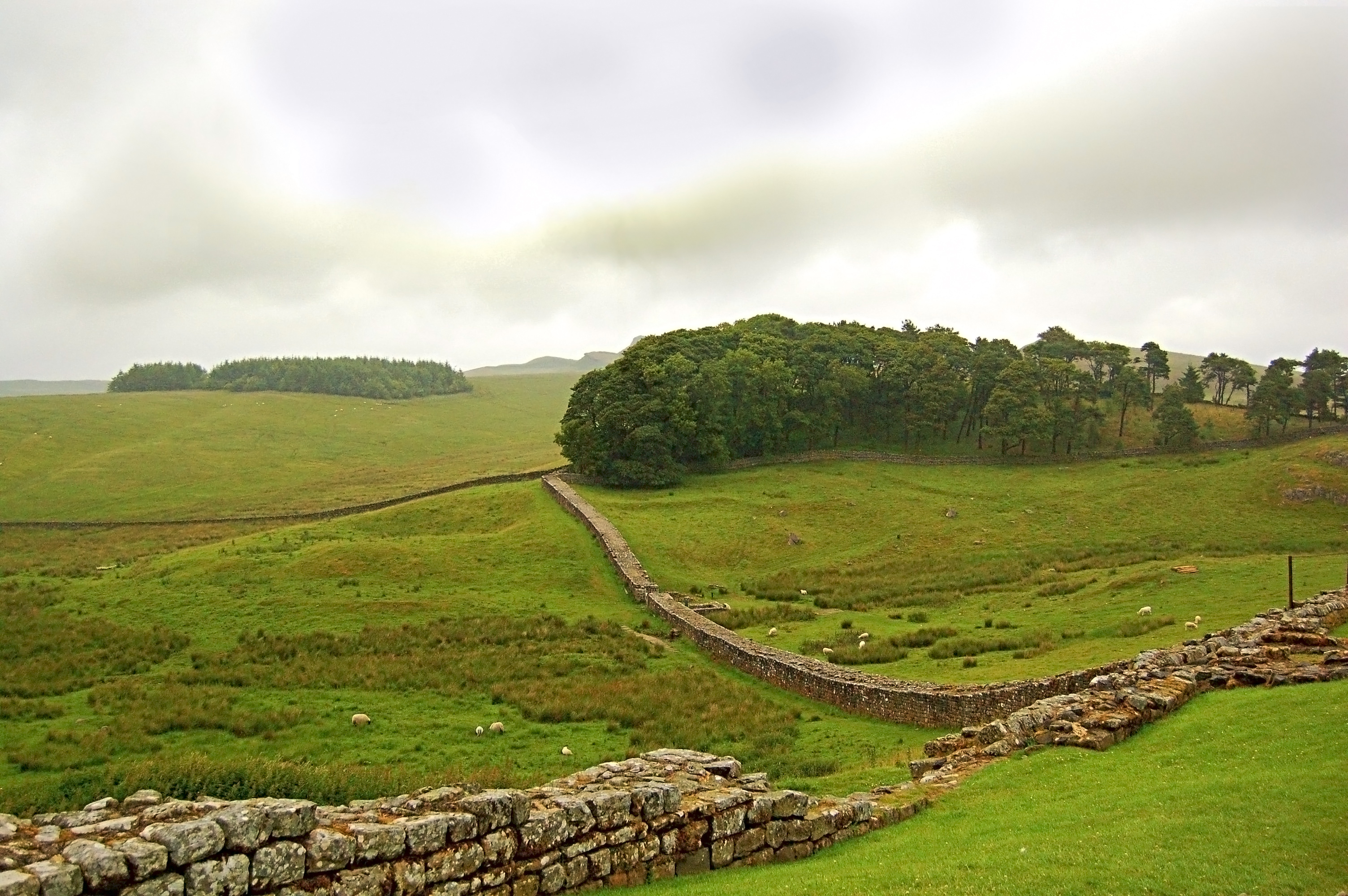
Hadriánův val

Žádné historické prameny nepopisují vývoj v desetiletích po Agricolově odvolání. Dokonce není známo ani jméno jeho nástupce. Na základě archeologických poznatků bylo zjištěno, že římské pevnosti na jih od linie Forth-Clyde byly přestavěny či rozšířeny a mnohé byly také opuštěny. V domorodých osadách v oblasti nynějšího jižního Skotska byl prokázán výskyt římských mincí a keramiky před rokem 100, nasvědčující vzrůstající romanizaci tohoto kraje. Jedním z nejdůležitějších písemných zdrojů z tohoto období jsou desky s nápisy z pevnosti Vindolanda v Northumberlandu, pocházející z let 90 až 110. Zhruba kolem roku 105 zřejmě došlo k nějaké vážné porážce, jíž mohl Římanům přivodit kmen Piktů. Důkazem toho je nález několika vypálených římských pevností. V téže době vedl Traianus válku v Dácii, což mohlo vést k částečnému nebo úplnému odvolání některých zdejších posádek a Římané se v důsledku těchto okolností na počátku 2. století stáhli jižněji na linii mezi zálivem Solway Firth a řekou Tyne.
Nová krize nastala na počátku Hadrianovy vlády kolem roku 117, kdy na severu propuklo povstání, potlačené Quintem Pompeiem Falconem. Hadrianus během svých cest po římských provinciích zavítal po roce 120 do Británie, kde nařídil vybudovat rozsáhlou obrannou hradbu, která byla později nazvána Hadriánův val. Za Antonina Pia byla hranice posunuta zpět k severnější linii Forth-Clyde. Poté, co si místodržitel Quintus Lollius Urbicus vojensky podrobil území rozkládající se mezi oběma liniemi, byla kolem roku 142 zahájena stavba Antoninova valu. Tento postup byl patrně způsoben útoky kmene Selgovů (Selgovae) na prořímský kmen Votadinů (Votadini), jenž obýval kraje severně od Hadriánova valu.

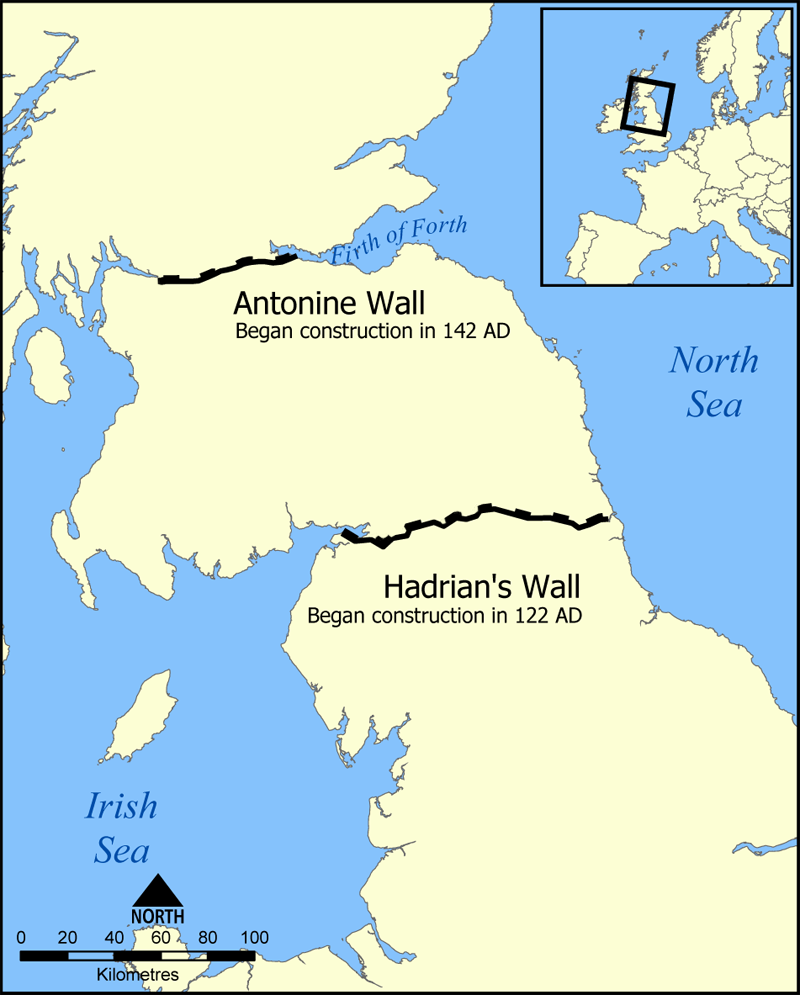
Mapa znázorňující Hadriánův a Antoninův val

První Antoninova okupace jižního Skotska skončila po vzpouře kmene Brigantů v letech 155 až 157. Vzhledem k omezeným možnostem vyslání posil přesunuli Římané své vojsko na jih, načež byli povstalci rozdrceni místodržitelem Gnaeem Juliem Verem. V jediném roce byl Antoninův val opět obsazen, ovšem krátce po císařově smrti byl v roce 163 nebo 164 definitivně vyklizen. Druhý zábor teritoria mezi oběma valy souvisel zřejmě s Antoninovou zárukou ochrany Votadinů, není však vyloučeno, že byl motivován ješitnou snahou císaře zvětšit území říše, jelikož ze strategického hlediska neznamenalo hájení Antoninova valu žádný znatelný přínos pro obranu Británie. Stažení Římanů z jižního Skotska nebylo zcela kompletní, neboť zde přinejmenším do roku 180 udržovali několik předsunutých pevností a strážnic.
V průběhu dvaceti let po návratu na Hadriánův val byli Římané zaneprázdněni záležitostmi na kontinentě, především se museli vypořádávat s útoky barbarů na dunajskou hranici. Nálezy značného množství římských stříbrných mincí ve Skotsku nasvědčují tomu, že si Římané v této době vykupovali klid zbraní na ostrově placením tributu Piktům. V roce 175 dorazil do Británie velký oddíl sarmatské jízdy, sestávající z 5500 mužů, který představoval posilu v boji proti nějakému tehdy probíhajícímu, blíže neznámému povstání. O pět let později byl Hadriánův val prolomen Pikty. Válku s nimi, v níž padl i místní římský velitel, popsal Cassius Dio jako nejvážnější konflikt Commodovy vlády. Jako nový místodržitel byl na ostrov vyslán Ulpius Marcellus, jenž do roku 184 obnovil mír, musel ale čelit povstání vlastních vojáků. Legionáři nespokojení s Marcellovou přísností se pokusili provolat legáta Caerellia Prisca císařem. Ten sice odmítl, i přesto si Marcellus jen se štěstím zachránil život. Britské vojsko nadále vytrvávalo ve vzpouře, pročež Commodus pověřil Publia Helvia Pertinaka, aby obnovil pořádek. Tomu se nejprve podařilo legionáře zpacifikovat, nicméně vojáci se brzy opět vzbouřili. Pertinax stěží unikl smrti a byl povolán zpět do Říma, kde byl po Commodově zavraždění v roce 192 prohlášen císařem.

### Albinova uzurpace a kaledonské války
Commodova smrt spustila řetěz událostí, jež vedly k občanské válce v říši. Po krátké vládě Pertinaka se vynořilo několik uchazečů o trůn, včetně Septimia Severa a Clodia Albina. Druhý jmenovaný se stal novým správcem Británie, čímž získal kontrolu nad třemi zdejšími, dosud odbojnými legiemi, čímž se zařadil mezi potenciálně významné pretendenty trůnu. Jeho soupeř Severus mu poskytl titul caesara výměnou za Albinovu podporu v Severově válce proti Pescenniu Nigrovi na východě. Jakmile byl Pescennius zdolán, vrhnul se Severus proti svému dosavadnímu britskému spojenci. Albinus počítal s možností takového vývoje a tudíž byl připraven na válku. V roce 195 se přeplavil s vojskem do Galie, jejíž provincie mu byly nakloněny, a vstoupil do Lugduna (dnešní Lyon). Po Severově příchodu v únoru 196 byla svedena rozhodná bitva. Ačkoli Albinus téměř dosáhl vítězství, Severovy posily zvrátily průběh boje, načež britský místodržitel spáchal sebevraždu. Severus pak pronásledoval Albinovy stoupence, jež, jak se zdá, potrestal konfiskací značného množství půdy v Británii.

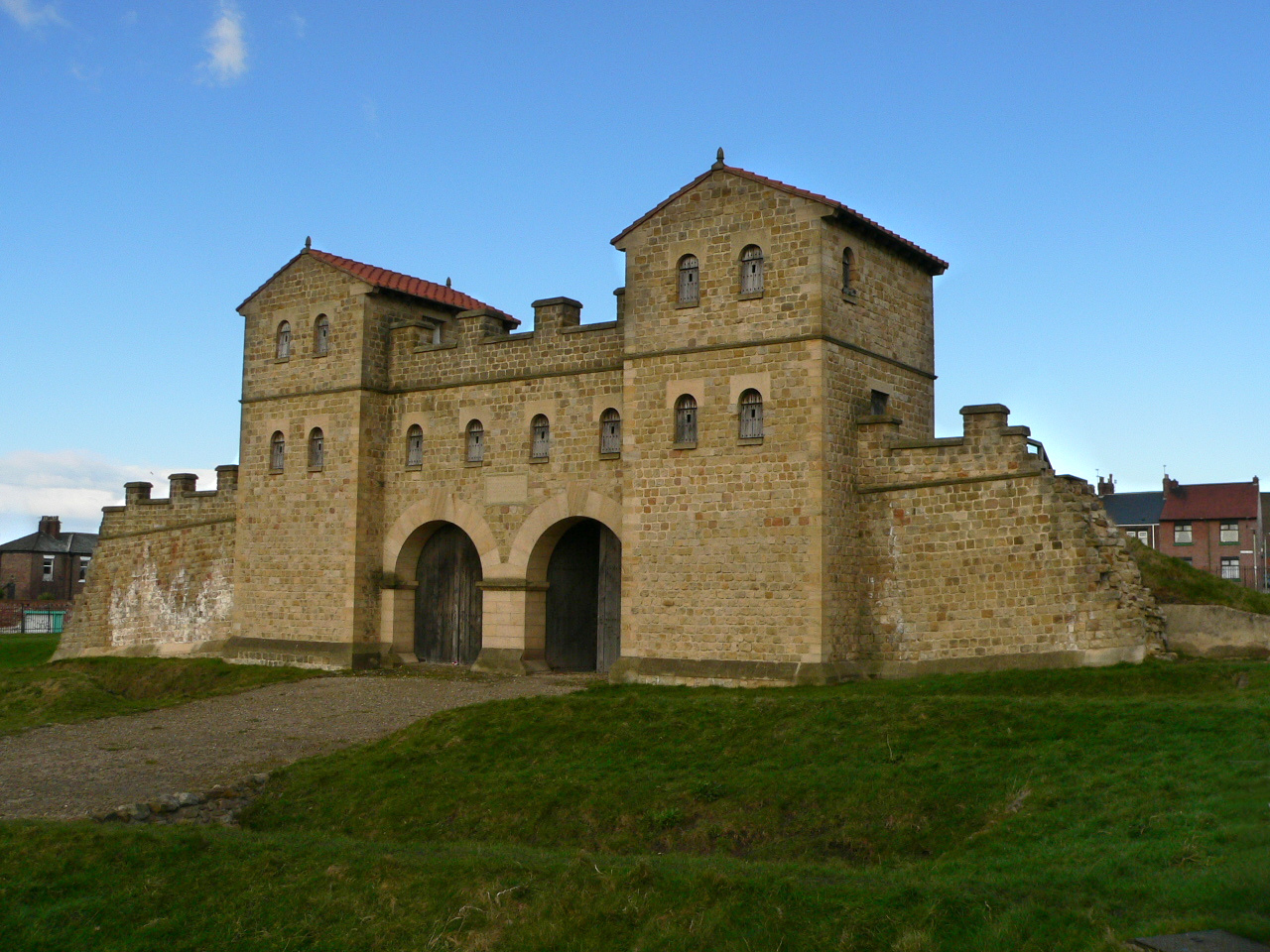
Rekonstruovaná brána římské pevnosti poblíž Newcastlu

Albinus svým postupem poukázal na dva hlavní problémy římské Británie. Její obrana vyžadovala početné vojenské síly. Ty vzhledem k izolaci ostrova představovaly pro ambiciózní muže pochybné loajality dostatečný nástroj k pokusu o získání vlády nad říší. Jakmile byly britské legie odvedeny z ostrova, zdejší romano-britské obyvatelstvo bylo ponecháno naprosto bezbranné vůči nájezdům barbarů. Během Albinovy nepřítomnosti severní Británie zřejmě upadla do anarchie. Cassius Dio poznamenává, že nový místodržitel Virius Lupus byl nucen vykupovat si mír od nespolehlivých severních kmenů. Celá řada vojensky zdatných jedinců působících ve funkci správce provincie se přesvědčila o houževnatosti a nezdolnosti těchto nepřátel Říma. Lucius Alfenus Senecio je po svém návratu do Itálie popsal jako neustále se bouřící barbary, kteří plení a vypalují zemi. K jejich potlačení navrhoval vyslání posil, anebo přímý zásah císaře. Severus se přiklonil k druhé možnosti a i přes svůj pokročilý věk se osobně vydal do Británie. Ihned po jeho příjezdu požádaly nepřátelské kmeny o mír, císař však neurazil vzdálenou cestu z Říma jen proto, aby ukončil válku bez boje.
Někdy v roce 208 nebo 209 se Severem vedená výprava, čítající kolem 20 000 mužů, pohnula směrem na sever. Po překročení Hadriánova valu postoupili vojáci do východního Skotska, přičemž použili podobnou trasu jako kdysi Agricola. Znepokojováni nenadálými přepady domorodých válečníků a zpomalováni neznámým terénem nebyli Severovi legionáři schopni střetnout se s Kaledoňany v rozhodné bitvě. Aniž by čehokoli dosáhlo, pokračovalo císařské vojsko až k řece Tay. Poté byla s Kaledoňany sjednána mírová smlouva. Přestože Kaledonie setrvávala mimo kontrolu Římanů, Severus přijal titul Britannicus a asi v roce 210 se vrátil do Eboraku (York). Ještě předtím určil za hranici říše rekonstruovaný Hadriánův val. Jeden ze severních kmenů sice záhy znovu pozvedl zbraně, avšak Severův starší syn Caracalla proti němu podnikl trestnou expedici. Severus byl sužován dlouhodobě špatným zdravotním stavem a již o rok později zemřel, načež Caracalla a Severův druhý syn Geta opustili Británii.
Jedním ze Severových posledních rozhodnutí, jímž chtěl předejít riziku vzpoury místodržitelů v Británii, bylo rozdělení stávající provincie na dvě části. V důsledku toho v dalších téměř sto letech nedošlo k žádné uzurpaci. O následujících desetiletích, často nazývaných jako období dlouhého míru, poskytují prameny pouze kusé informace. Archeologické nálezy přesto naznačují občasné nepokoje. Zhruba v této době byla na ochranu před piráty zahájena stavba systému pevností podél jižního a východního pobřeží, jež bylo později nazváno litus Saxonicum („saské pobřeží“). V polovině 3. století byla římská říše zachvácena takřka nepřetržitou sérií vzpour a uzurpací a současně musela čelit vzrůstající intenzitě barbarských vpádů. Británie nebyla těmito zmatky příliš zasažena, třebaže všeobecně rostoucí inflace poškozovala její hospodářství. Poté, co se v roce 259 vzbouřil Postumus proti císaři Gallienovi, vzniklo tzv. galské císařství. Británie byla jeho součástí až do roku 274, kdy Aurelianus obnovil jednotu římské říše.

### Od Carausiovy uzurpace po Magna Maxima
Počátkem osmdesátých let 3. století povstal v Británii jménem neznámý uzurpátor, jenž byl ale rychle poražen Victorinem, důvěrníkem císaře Proba. Již dříve byly v zemi usídleny nepravidelné oddíly Vandalů a Burgundů, které Římané kolem roku 278 zajali při hranicích Raetie. Nejvážnější vzpouru, jež se v těchto letech uskutečnila, podnítil Carausius, velitel římského loďstva v Lamanšském průlivu, jehož císař Maximianus nařídil popravit, neboť si přivlastňoval kořist získanou na pirátech. V roce 286 se Carausius prohlásil císařem v Británii a severní Galii, zatímco Maximianus se musel potýkat s naléhavějšími problémy. O dva roky později se Maximianus neúspěšně pokusil Carausia sesadit. Následovalo nejisté období míru, během něhož Carausius nechal razit mince s vlastním portrétem a žádal oficiální uznání svého titulu. Caesar Constantius I. Chlorus zahájil v roce 293 novou ofenzívu, při níž nejprve oblehl galský přístav Boulogne, jenž odřízl od námořní pomoci. Po pádu města zdolal Constantius Carausiovy franské spojence. Uzurpátora mezitím zavraždil pokladník Allectus. Jeho krátká vláda skončila, když se v Británii vylodil Julius Asclepiodotus, který porazil Allecta v otevřené bitvě. Po vítězství dorazil Constantius do Londýna, kde provedl novou správní reorganizaci Británie, jíž uspořádal do čtyř provincií. V rámci Diocletianem ustavené tetrarchie se Británie stala jednou ze čtyř diecézí prefektury Galliae. Ta dále sestávala z Galie, Hispánie a z germánských provincií. Po zhroucení tetrarchie náležela Británie mezi území ovládané západními císaři.

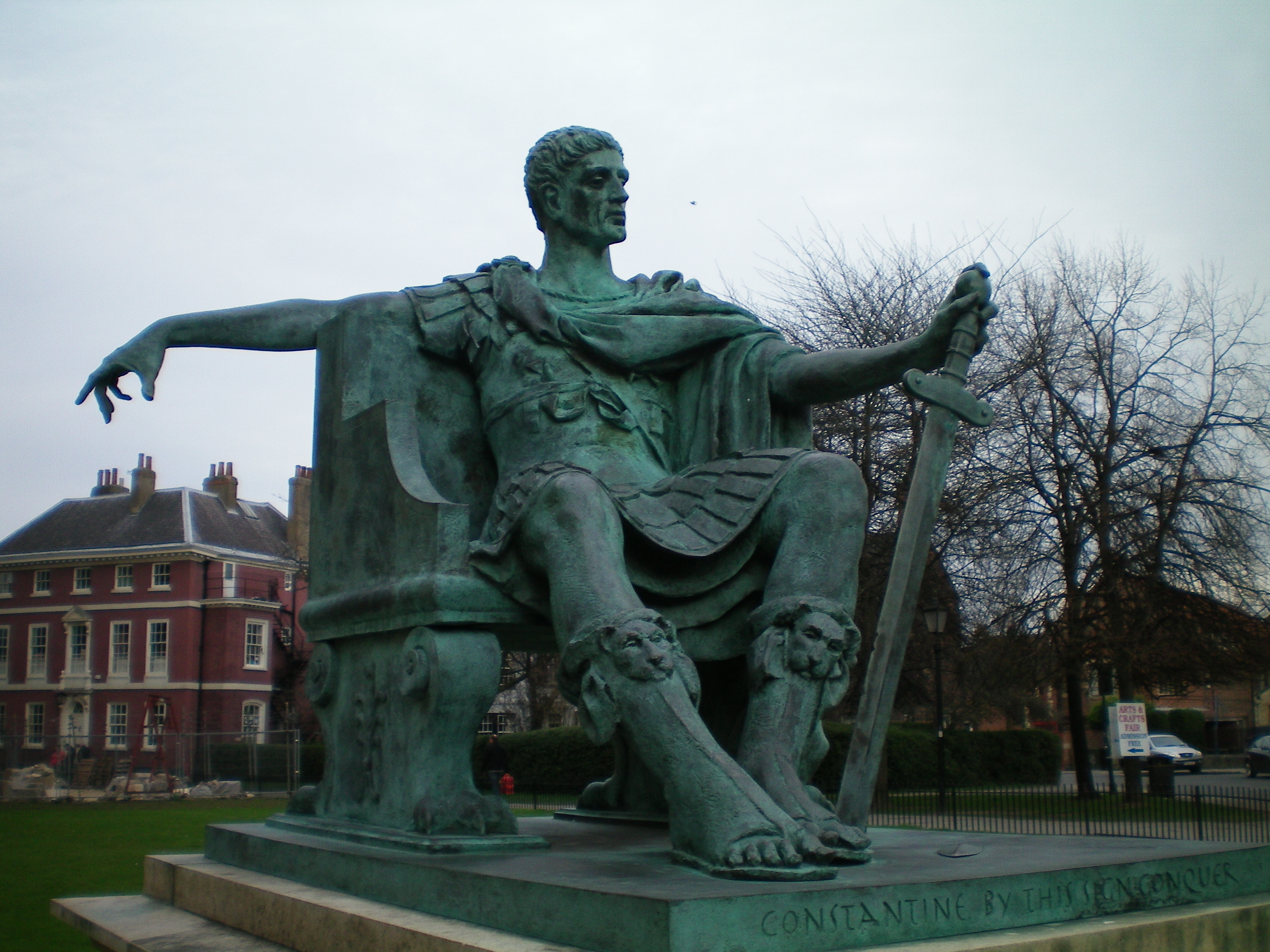
Socha Konstantina Velikého v Yorku

V roce 306 se Constantius Chlorus vypravil do Británie, aby podnikl zamýšlenou invazi na sever. Obranné opevnění provincie bylo v předchozích letech posíleno a ačkoli císařovo zdraví bylo chatrné, přál si Constantius proniknout na nepřátelské teritorium. O jeho tažení toho není mnoho známo, každopádně již na počátku léta se vydal zpět do Eboraku, kde 25. července 306 zemřel. Jeho syn Konstantin I. Veliký byl legionáři provolán za císaře, čímž zde zahájil svoji oslnivou kariéru, jíž završil dosažením vlády nad celým římským impériem. Po zavraždění císaře Constanta v roce 350 se britské provincie přiklonily na stranu uzurpátora Magnentia. Toho však po třech letech porazil Constantův bratr Constantius II., který vyslal do Británie své úředníky, aby vyhledali a popravili Magnentiovy příznivce.
Po celé 4. století narůstala intenzita útoků Sasů z východu a Keltů ze západu. I přes soustavnou fortifikaci pobřeží se Sasům, Skotům (Irům) a Piktům podařilo kolem 367 prolomit Hadriánův val. S touto vážnou krizí se vypořádal Flavius Theodosius, jenž na ostrově provedl vojenské a civilní reformy. V roce 383 došlo ke vzpouře Magna Maxima, který následně překročil Lamanšský průliv a zmocnil se většiny západní poloviny říše. V dalších letech vedl úspěšnou kampaň proti Piktům a Skotům, ovšem občanská válka na kontinentě ho přiměla stáhnout část vojsk z Británie. V této době byly patrně opuštěny pevnosti v Chesteru a na jiných místech, což usnadnilo plenění a usazování Irů v severním Walesu. Maximova vláda skončila v roce 388, nicméně výrazný úbytek vojenských sil Římanů znemožnil návrat vojáků do Británie. Kolem roku 396 ještě zesílily nájezdy barbarů. Přestože byl zanedlouho zřejmě obnoven mír, vojenská posádka na ostrově zůstávala slabá. V roce 401 byly navíc z Británie staženy další legie kvůli Alarichovu vpádu do Itálie.

### Konec římské vlády
Od konce 4. století se stupňovaly útoky barbarů na Británii, jelikož zde umístěné vojsko nepostačovalo k zabezpečení efektivní obrany. V roce 406 se armáda vzbouřila a ze svého středu postupně vybrala tři uzurpátory. Poslední z nich, Konstantin III., se prohlásil císařem v roce 407. Zbývající vojáci britské posádky se pak přeplavili do Galie a nikdy se již nevrátili. Zatím barbaři podnikli nový útok v roce 408, avšak zdá se, že byli odraženi místními obyvateli. Romano-Britové poté požádali o pomoc západořímského císaře Honoria. Podle Zósima jim ovšem císař poslal dopis, v němž je vybízel, aby se spoléhali sami na sebe. Na ostrově se vzápětí rozhořela občanská válka. Po zániku římských vojenských a civilních struktur, převzala jednotlivá města výkon administrativy a spravedlnosti do svých rukou, což vedlo k rozštěpení Británie mezi lokální vládce, usilující o zachování římských vzorů a zvyklostí.
Podle tradičního výkladu se někdy ve druhé čtvrtině 5. století tehdejší předák Romano-Britů Vortigern rozhodl pozvat do země saské žoldnéře, jež najal k obraně před Pikty a Iry. Nicméně Sasové se brzy vzbouřili a vyplenili mnoho britských měst, načež se společně s Angly a Juty začali usazovat na východním pobřeží ostrova. Historik svatý Gilda se zmiňuje o tom, že v roce 446 vyzvala britská města římského vojevůdce Aetia, aby jim poskytl pomoc proti invazi Sasů. V jejich listu, na který Aetius nikdy neodpověděl, se kromě jiného pravilo: „Barbaři nás zahánějí do moře a moře nás žene nazpět k barbarům. Stále nám takto hrozí dva způsoby smrti: jsme buďto vražděni, nebo hyneme ve vlnách.“ Zhruba v polovině 5. století začalo velké množství Britanů prchat do galské Armoriky, jež se od těch časů nazývá Bretaň. V dalších desetiletích svedl se Sasy řadu bitev romano-britský vůdce Ambrosius Aurelianus, někdy ztotožňovaný s mytickým králem Artušem. Okolo roku 500 nad nimi zvítězil v bitvě na Mons Badonicus, po níž následovalo dlouhé období míru. Britonové zřejmě kontrolovali dnešní Anglii a Wales západně od linie spojující města York a Bournemouth. Ve druhé polovině 6. století nastala nová fáze saské expanze. Po bitvě u Deorhamu v roce 577 padla významná města Bath, Cirencester a Gloucester. Sasové tím dosáhli západního pobřeží, zatímco zbývající Britonové se stáhli do Walesu, Cornwallu a Skotska.

## Kultura římské Británie

### Postup romanizace
Z geografického hlediska se provincie Británie skládala z poměrně rovinaté jihovýchodní a centrální části ostrova, jež byla vhodná k provozování zemědělství a udržovala úzké styky se zbytkem římské říše, a z odlehlejších, kopcovitých oblastí táhnoucích se od Cornwallu a Walesu až k dnešní severní Anglii. Tyto kraje byly zvrásněny roklinami a hlubokými údolími a postrádaly příznivé podmínky k obdělávání půdy. Obě části Británie se lišily nejen reliéfem, ale rovněž charakterem římské přítomnosti. V jižních nížinách se nacházela města, vesnice a villy význačných Romano-Britů. Vojsko zde bylo rozmístěno jen řídce. Naproti tomu vrchoviny ve Walesu a na severu byly prosty známek civilního života, neboť se zde rozkládala rozlehlá vojenská hranice, tvořená systémem pevností spojených strategickými silnicemi.

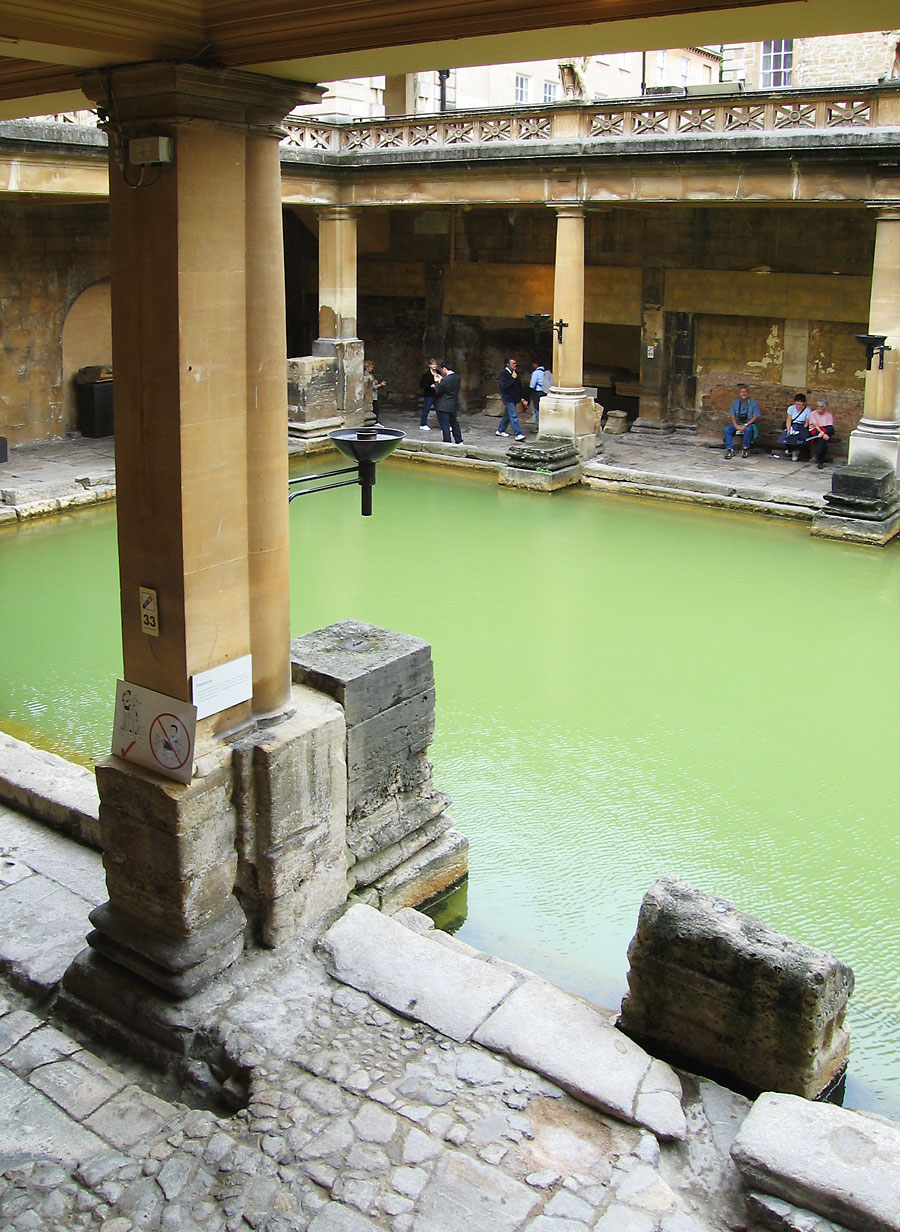
Římské lázně v Bathu

Jádro římské civilizace na ostrově se nalézalo na jihu a východě, které byly rychle romanizovány, jelikož podobně jako dříve Galové i Britonové přijali římskou kulturu, instituce, latinský jazyk a materiální vymoženosti Římanů. K tomu výrazně přispěly kolonie, zakládané zejména vysloužilými legionáři. Krátce po zahájení invaze se Camulodunum (dnešní Colchester) stalo kolonií a bylo ustaveno hlavním městem provincie. V této funkci ho zanedlouho vystřídalo Londinium (Londýn). Verulamium (St Albans) bylo záhy natolik romanizované, že mu byl udělen status municipia. V souvislosti s rozmachem těchto měst vzrostl počet romanizovaných Britanů, přičemž tisíce z nich byly zmasakrovány spolu s Římany během povstání Boudiccy. Přesto se romanizace Británie v následujících desetiletích dále prohlubovala a do konce 1. století vznikly četné kolonie, jako bylo Corinium (Cirencester), Deva Victrix (Chester), Durovernum Cantiacorum (Canterbury), Eboracum (York), Glevum (Gloucester), Isca Dumnoniorum (Exeter), Lindum (Lincoln), Mamucium (Manchester) nebo Portus Dubris (Dover).
Ve městech byly stavěny veřejné budovy a domy podle římského vzoru. V Aquae Sulis (Bath) byly kolem místních horkých minerálních pramenů vybudovány rozsáhlé lázně. Proces pořímšťování byl zpomalován opakovanými povstáními kmenů na severu ve 2. století, avšak zhruba o sto let později římský způsob života převládal na všech Římany podmaněných územích. Na venkově se rozvíjely prosperující velkostatky, nazývané villy. Dochovalo se hodně dokladů prostorných a přepychových venkovských sídel anebo prostších statků, jež obývali mocní aristokraté a bohatí vlastníci půdy, případně drobní zemědělci. Půda bezprostředně přiléhající k velkostatkům byla obdělávána otroky, zatímco ostatní polnosti obhospodařovali kolóni. Římská kultura na ostrově zřejmě dosáhla svého vrcholu a nejvyššího blahobytu ve 4. století. Městské obyvatelstvo a vzdělané vrstvy hovořily latinou, svoji zemi považovaly za součást římského světa a sami sebe nazývaly Římany.

### Hospodářství
Nerostné bohatství Británie představovalo jeden z primárních důvodů římských výbojů na ostrově. V období římské nadvlády však poklesl význam vývozu cínu z Británie do Středozemí, neboť byl do značné míry nahrazen těžbou v příhodněji umístěných dolech v Hispánii. Vedle cínu Římané získávali z Británie četné suroviny jako zlato, železo, olovo, stříbro, černý jantar a mramor. Jejich těžba byla zřejmě zaváděna římským vojskem a teprve později byla svěřena civilistům. Kromě nerostného bohatství oplývala Británie různými komoditami, včetně kůží, dřeva a vlny, a poskytovala také otroky a lovecké psy. Po příchodu Římanů se v Británii vyvinul čilý obchodní ruch. Z kontinentu bylo do provincie dováženo různé exotické zboží jako keramika, olivový olej, vybrané skleněné předměty a víno. Ve 4. století pocházela většina bohatství ostrova ze zemědělství, takže hlavní exportní artikly představovalo obilí a dobytek.

### Provinciální správa

Římská města a silnice kolem roku 150

V římské říši byla správa vnitrozemních provincií přenechávána římskému senátu, avšak provincie se stálou vojenskou posádkou, mezi něž patřila i Británie, byly ovládány císařem. Ve skutečnosti řídili císařské provincie zde sídlící místodržitelé, kteří pocházeli z řad senátorů a zastávali konzulát. Tito muži byli pečlivě vybíráni. Často byli ověnčeni vojenskými úspěchy a disponovali zkušenostmi s administrativou. U správců Británie byla vyžadována především vojenská zdatnost. Mezi jejich úkoly spadalo rovněž udržování diplomatických vztahů s místními klientskými králi, výstavba silnic, zajištění fungování státní pošty, dohled nad městy (civitates) a museli také rozhodovat důležité soudní spory. Pokud se právě neúčastnili vojenského tažení, cestovali po provincii, aby vyslechli stížnosti obyvatel a povolali nové odvedence do vojska.
V právních záležitostech jim byl nápomocen rádce, nazývaný legatus iuridicus. Ti z nich, kteří působili v Británii, museli být zřejmě vybraní právníci, protože jen takoví dokázali včlenit podmaněné kmeny do císařského administrativního systému a vypracovat fungující daňovou soustavu. Finanční správu vykonával procurator a jemu podřízení úředníci, vybírající daně v příslušném obvodu. Každá legie v Británii měla velitele (legatus), jenž podléhal správci provincie a v době války patrně přímo kontroloval neklidné oblasti. Všichni legáti byli během dvou až tří let přeloženi do jiné části říše. V provincii existovala taktéž rozsáhlá síť nižších úředníků, kteří shromažďovali informace o příslušné oblasti, odesílané do Říma, organizovali zásobování vojska a nakládali s vězni.
Prvním hlavním městem Británie bylo od roku 43 Camulodunum, které ale bylo již v šedesátých letech 1. století nahrazeno Londiniem, jež rychle nabývalo na důležitosti jako křižovatka obchodních tras. Na počátku 3. století byla Británie rozdělena do dvou provincií, čímž vznikla Dolní Británie (Britannia Inferior), jejímž hlavním městem bylo Eboracum, a Horní Británie (Britannia Superior), jejímž centrem zůstalo Londinium. V roce 293 byly z Horní Británie vyděleny Maxima Caesariensis a Britannia Prima, zatímco Dolní Británie byla rozčleněna v provincie Flavia Caesariensis a Britannia Secunda.

### Náboženství
Druidové, keltští kněží pocházející patrně z Británie, byli Claudiem postaveni mimo zákon a v roce 61 marně bránili své posvátné háje na ostrově Mona před zničením Římany. Navzdory odporu Římanů vůči druidům směli Britonové i po nastolení římské vlády pokračovat v uctívání keltských božstev. Nicméně postupem času byli domorodí bohové ztotožněni se svými římskými protějšky, jak se tomu stalo v případě bohyně Sulis a římské Minervy. Do jaké míry se staré kulty zachovaly, je obtížné určit. Kontinuita v uctívání některých rituálů, týkajících se čísla tři, či symbolu hlavy, stejně jako přetrvávající význam vody a zvláště posvátných pramenů, je doložena archeologickými nálezy. Přesto rozdíly ve votivních darech v Bathu prozrazují, že po římském vpádu došlo k zřetelné změně při provádění náboženských obřadů. Především na místech vojenských posádek je prokázáno vykonávání kultu římských císařů. Na ostrově vzrůstala též obliba různých východních kultů, včetně mithraismu. Mithrův chrám v Londiniu je příkladem popularity mystérií mezi příslušníky bohatých vrstev.
Nelze stanovit, kdy poprvé proniklo křesťanství do Británie. Z 2. století pochází slovní čtverec složený z přesmyčky latinského výrazu pro Otčenáš (Pater Noster) vyrytý na úlomku amfory, objeveném v někdejším Mamuciu (Manchester). Historikové vedli četné diskuse, zda tento artefakt je skutečně křesťanského původu. Kdyby tomu tak bylo, jednalo by se o nejstarší důkaz přítomnosti křesťanství v Británii. První písemný doklad existence křesťanů na ostrově je obsažen v Tertullianově spisu Proti Židům. Archeologicky lze doložit, že první křesťanské komunity se v Británii začaly vyvíjet ve 3. a 4. století. Byly objeveny pozůstatky malých dřevěných kostelů, křtitelnic a hřbitovů a některé římské villy byly vybaveny malbami a mozaikami s křesťanskými motivy.
Prvním britským mučedníkem byl svatý Albán, jenž zemřel někdy na začátku 4. století (vyskytují se však i odlišné údaje jeho úmrtí). Křesťanství bylo v římské říši legalizováno v roce 313 Konstantinem I. Na koncilu v galském městě Arelate (Arles) v následujícím roce byla britská církev zastoupena třemi biskupy: Eboriem z Yorku, Restitutem z Londýna a Adelphiem. Text na olověné desce nalezené v Bathu a datované přibližně do roku 363 svědčí o tom, že podobně jako ve zbytku říše i v Británii zřejmě probíhal zápas mezi pravověrnými křesťany a ariány. Pelagianismus, jedna z křesťanských herezí, vznikla z učení Pelagia, britského mnicha působícího v Římě od konce 4. století.

### Úpadek
Hypotézy historiků, vycházejících z díla Michaela Rostovceva, předpokládají, že Británie se na počátku 5. století ocitla ve všeobecném hospodářském úpadku. Ovšem na základě archeologických poznatků lze usuzovat, že skutečnost mohla být jiná. Destrukce řady význačných míst se odehrála mnohem později, než se dříve soudilo. Stále častější útoky barbarů se zřejmě zaměřovaly spíše na neozbrojené venkovské usedlosti než na samotná města. Římské villy byly i v této době opatřovány mozaikovou výzdobou, což dokazuje, že ekonomické potíže mohly být pouze omezeného rozsahu. Příběh o svatém Patrikovi naznačuje, že villové hospodářství přetrvalo přinejmenším do roku 430, ačkoli mnohé z vill byly opuštěny o celá desetiletí dříve.
V leckterých městech byly stavěny nové budovy a některá z nich jako Canterbury, Cirencenster, Wroxeter, Winchester a Gloucester se rozvíjela po celé 5. a částečně i v 6. století. Nálezy mincí z let 378 až 388 jsou velmi vzácné. V devadesátých letech se však množství mincí v oběhu zvýšilo. Po roce 402 znovu pokleslo a po roce 407 se již do oběhu nedostaly žádné nové římské mince. Kolem roku 430 přestaly mince sloužit jako prostředek směny. Výroba keramiky zřejmě skončila už o jedno nebo dvě desetiletí dříve. V průběhu 5. století byli Romano-Britové vytlačeni Sasy z někdejších center provincie na východě do kopců Walesu a severozápadu. Keltské prvky zdejší společnosti, které nikdy zcela nevymizely, zásadně proměnily a nakonec absorbovaly zbytky římské civilizace, jež postupně ztratila svůj latinský charakter.